# Mythologie kabyle
 (mai 2023).
Si vous disposez d'ouvrages ou d'articles de référence ou si vous connaissez des sites web de qualité traitant du thème abordé ici, merci de compléter l'article en donnant les références utiles à sa vérifiabilité et en les liant à la section « Notes et références ».
 (mai 2017).
- Si vous ne connaissez pas le sujet, laissez ce bandeau (vous pouvez alors contacter les auteurs).
- Si vous supprimez le contenu mis en cause (vous pouvez préalablement contacter les auteurs),

argumentez précisément cette suppression dans la page de discussion
(un manque de référence n'est pas un argument ; une recherche réelle de référence doit avoir été effectuée, être formellement documentée).
La mythologie kabyle est un ensemble de croyances kabyles anciennes appelées en kabyle Tanewya. Le nombre de croyants commença à diminuer faiblement à partir de l'entrée du christianisme primitif au Maghreb, puis presque totalement avec l'arrivée de l'Islam en Afrique du Nord : conquête musulmane du Maghreb (647-709). Néanmoins, le fond culturel antique demeura fortement présent dans la culture Kabyle à travers les âges jusqu'à nos jours, et certaines pratiques perdurent encore dans les villages de Kabylie.

## Personnages de la mythologie kabyle

### Les ogresses et les ogres –i waɣzniwen
Les ogresses, agents stérilisateurs, seraient en fait des femmes déchues. Dans les temps mythiques des origines, à l'époque des premiers hommes et des premières femmes qui seraient sortis sur terre à partir du monde souterrain, les uns et les autres vivaient séparés. C'est aux femmes que serait revenue l'initiative du premier rapport sexuel, et alors les femmes dominaient les hommes. Mais ceux-ci, avec des pierres qu'ils assemblèrent, se mirent à construire des maisons où, désormais, se tinrent les femmes, qui, du même coup, tombèrent dans la dépendance masculine. 
Mais une femme et un homme préférèrent poursuivre une vie sauvage, sans maison, et c'est ainsi que la femme devint teryel, l'ogresse cannibale, et l'homme devint le lion. 

### Anzar
Anzar est le maître de la pluie et de l'eau. Il est invoqué lors de sécheresses et selon certains rituels pour le retour de la pluie.
Il est tout autant présent dans les cultures berbères de Tamazgha.

### Teryel
Teryel est une femme active, maîtresse de son « destin », autonome, entière et insoumise. Ces ogresses, que l'on appelle teryel/teryalin, sont des femmes sauvages, indomptées et dangereuses. Un autre mythe attribue à l'une d'elles la maternité de tous les ogres qu'elle aurait enfantés après avoir consommé les feuilles d'or d'un arbre extraordinaire. Plus que les ogres qui leur paraissent subordonnés, elles sont maîtresses de l'espace sauvage où elles agissent à l'envers de tout ce qui se passe au sein du monde civilisé. 